# مورگونجیوری
مورگونجیوری (به ایتالیایی: Morgongiori) یک کومونه در ایتالیا است که در استان اریستانو واقع شده‌است. مورگونجیوری ۴۵٫۳ کیلومترمربع مساحت و ۸۷۷ نفر جمعیت دارد و ۳۵۱ متر بالاتر از سطح دریا واقع شده.